# Widow's Tour
Widow's Tour è un album live dei Tristania, pubblicato nel 1999 in formato CD e VHS.

## L'album
Registrato durante un concerto tenutosi a Oberwart (Austria) agli inizi del 1999, Widow's Tour contiene cinque tracce dal vivo più un video del concerto con una versione in studio di Evenfall leggermente differente rispetto a quella contenuta in Widow's Weeds (un diverso mixaggio, il finale è stato accorciato e all'inizio è stata aggiunta la breve Preludium...), pubblicata come singolo.
In questa pubblicazione non compare il cantante Østen Bergøy, se non come corista in Evenfall.
Venne ripubblicato nel 2005 in formato DVD, come parte della raccolta Midwinter Tears.

## Tracce

### CD
1. Midwintertears (Veland, Moen) - 07:15
2. My Lost Lenore (Veland) - 06:11
3. December Elegy (Veland) - 07:02
4. Pale Enchantress (Veland, Moen) - 06:02
5. Evenfall (Single Edit) (Veland, Moen) - 07:28
6. Wasteland's Caress (Tour Edit) (Veland) - 07:58

### VHS
1. Midwintertears (Veland, Moen) - 07:15
2. My Lost Lenore (Veland) - 06:11
3. December Elegy (Veland) - 07:02
4. Pale Enchantress (Veland, Moen) - 06:02
5. Evenfall (Video Clip) (Veland, Moen) - 07:28
6. Wasteland's Caress (Tour Edit) (Veland) - 07:58

## Singoli
1. Evenfall (1999)

## Formazione
- Vibeke Stene – voce femminile
- Anders Høvyvik Hidle – chitarra solista, cori death; cori in Evenfall (Single Edit) e Evenfall (Video Clip)
- Morten Veland – chitarra ritmica, voce death
- Einar Moen – tastiere
- Rune Østerhus – basso
- Kenneth Ølsson – batteria; cori in Evenfall (Single Edit) e Evenfall (Video Clip)

### Altri musicisti
- Østen Bergøy – cori in Evenfall (Single Edit) e Evenfall (Video Clip)
- Pete Johansen – violino in Evenfall (Single Edit) e Evenfall (Video Clip)